# Tonota
Tonota é uma cidade localizada no Distrito Central em Botswana. Possuía, em 2011, uma população estimada de 21 031 habitantes.